# Global Rallycross Championship

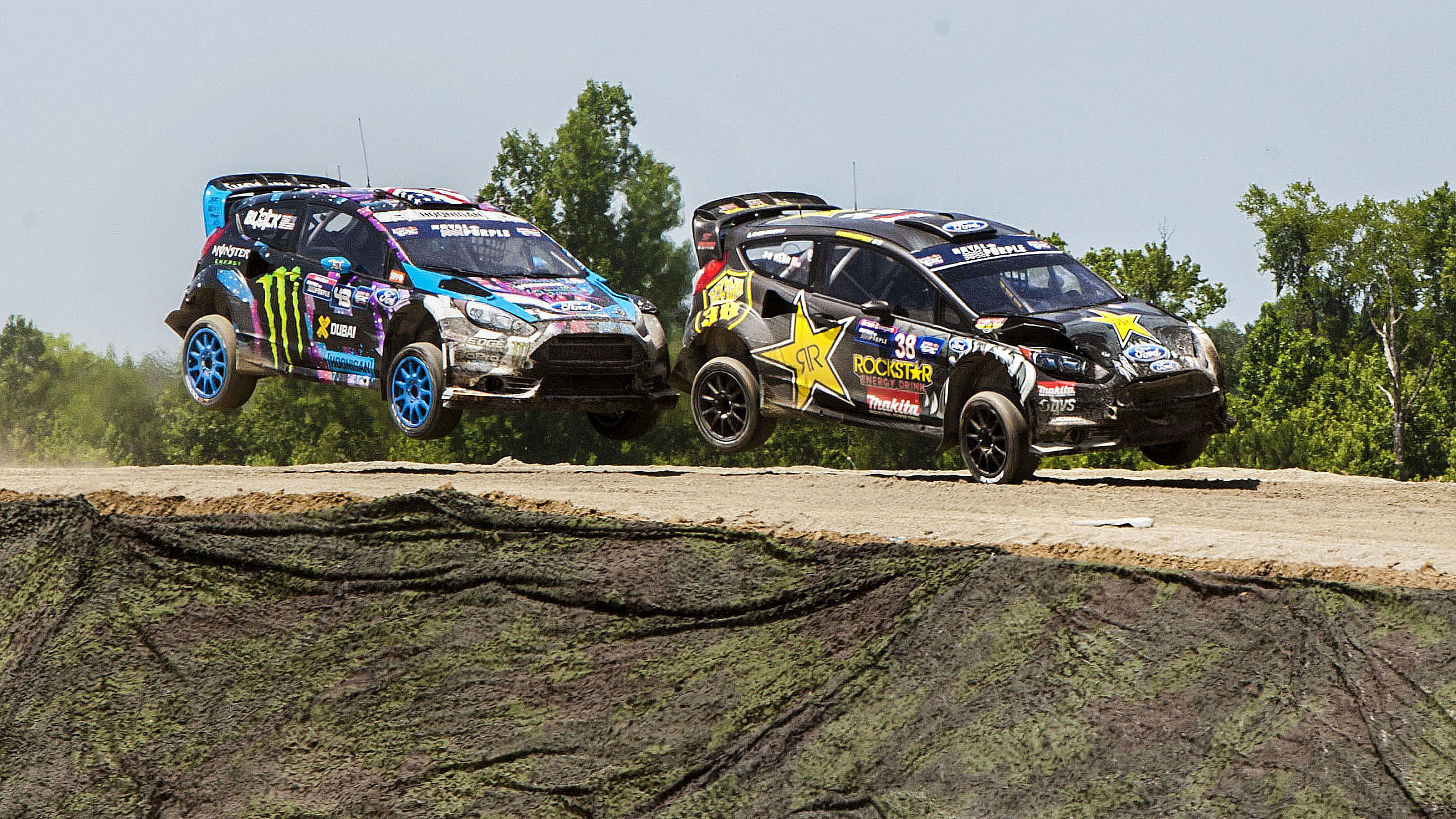
Ken Block (gauche) et Brian Deegan à Marine Corps Air Station New River, 2015

Global Rallycross (anciennement Red Bull Global Rallycross) est une série de compétitions de rallycross créée par Chip Pankow et Red Bull en 2011. Initialement, GRC était une compétition américaine de rallycross: maintenant (depuis 2019), GRC représente l'Europe et Les Caraïbes.

## Format

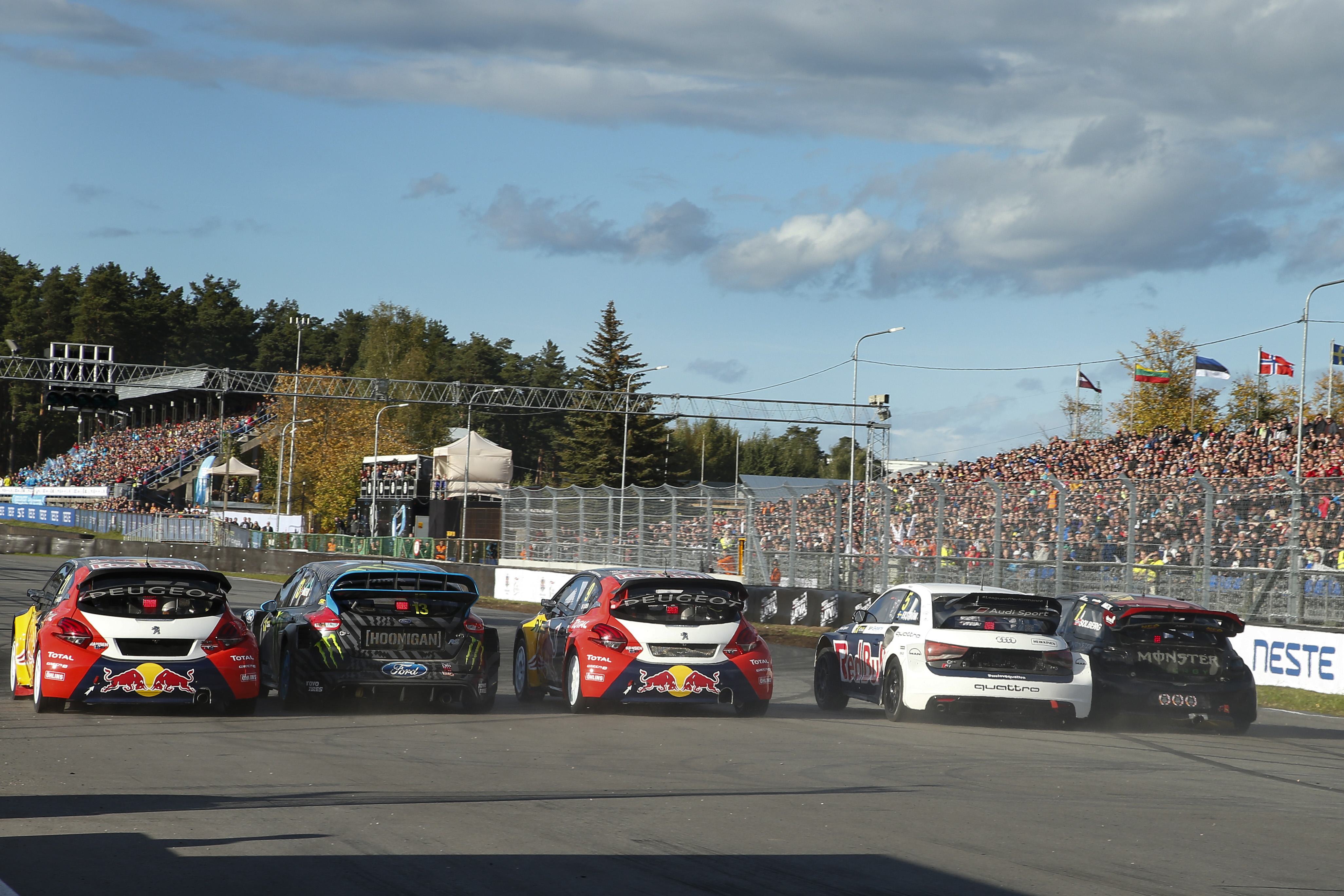
Départ d'une manche qualificative.

Le championnat se déroule sur 10 courses d'un jours sur des circuits fermés avec surfaces mixtes. Chaque courses comprend:
- 3 Qualifications. Entre 3 et 5 voitures s'élancent de front sur 5 tours, le pilote le plus rapide sur le total des 5 tours prend la tête d'un classement. Des points intermédiaires sont attribués suivant l'ordre de ce classement. À la fin des 3 qualifications, les points sont additionnés et les 12 premiers pilotes se qualifient pour les phases finales.
- 2 Demi-Finales. Six voitures courent dans chaque demi-finale sur 6 tours. Les trois premiers arrivés sont qualifiés pour la finale.
- Finale. La finale se déroule sur sept tours, le vainqueur de la finale remporte l'épreuve.

## Attribution des points
,
Il y a deux genres de Points des éliminatoires, Points de temps et Points de position:
| Points de temps    | 30 | 29 | 28 | 27 | 26 | 25 | 24 | 23 | 22 | 21 | 20 | 19 | 18 | 17 | 16 | 15 | 14 | 13 | 12 | 11 |
| Points de position | 30 | 25 | 20 | 15 | 10 |    |    |    |    |    |    |    |    |    |    |    |    |    |    |    |

Points du championnat:
| Séries       |    |    |    |    |    |    |    |    |   |   |   |   | 3 | 2 | 1 |
| Demi-finales |    |    |    |    |    |    | 12 | 10 | 8 | 6 | 5 | 4 |   |   |   |
| Finale       | 25 | 22 | 20 | 18 | 16 | 14 |    |    |   |   |   |   |   |   |   |

- Les positions qui ne sont pas qualificatives pour la phase suivante sont indiquées par un fond rose.

## Voitures
Depuis 2019, le championnat est composé de deux catégories:
- Supercar : voiture de série largement modifiée proches des WRC/R5, avec quatre roues motrices, propulsée par un moteur de 2 L turbocompressé développant 600 ch et 850 N m de couple.

- Titan : catégorie unique, elle se dispute avec des véhicules identiques mis au point par Max Pucher. Moteur Ford EcoBoost atmosphérique de 2,3 L développant 537 ch et châssis tubulaire.

## Palmarès

### Amérique du Nord (Catégorie de Titan)
| Saison | Pilote Champion | Pilote Champion | Pilote Champion | Écurie champion |
| Saison | Nom(s)          | Écurie          | Voiture         | Écurie champion |
| ------ | --------------- | --------------- | --------------- | --------------- |
| 2020   |                 |                 | Pantera RX6     |                 |

### Amérique du Nord (Catégorie de Supercar)
| Saison | Pilote Champion  | Pilote Champion                | Pilote Champion       | Constructeur champion              | Écurie champion |
| Saison | Nom(s)           | Écurie                         | Voiture               | Constructeur champion              | Écurie champion |
| ------ | ---------------- | ------------------------------ | --------------------- | ---------------------------------- | --------------- |
| 2011   | Tanner Foust     | Olsbergs MSE Ford Racing       | Ford Fiesta           | Non décerné                        | Non décerné     |
| 2012   | Tanner Foust     | Olsbergs MSE Ford Racing       | Ford Fiesta           | Non décerné                        | Non décerné     |
| 2013   | Toomas Heikkinen | Olsbergs MSE Ford Racing       | Ford Fiesta ST        | Ford (Ford Fiesta ST)              | Non décerné     |
| 2014   | Joni Wiman       | Olsbergs MSE Ford Racing       | Ford Fiesta ST        | Ford (Ford Fiesta ST)              | Non décerné     |
| 2015   | Scott Speed      | Volkswagen Andretti Rallycross | Volkswagen New Beetle | Ford (Ford Fiesta ST)              | Non décerné     |
| 2016   | Scott Speed      | Volkswagen Andretti Rallycross | Volkswagen New Beetle | Volkswagen (Volkswagen New Beetle) | Non décerné     |
| 2017   | Scott Speed      | Volkswagen Andretti Rallycross | Volkswagen New Beetle | Volkswagen (Volkswagen New Beetle) | Non décerné     |
| 2018   | Non décerné      | Non décerné                    | Non décerné           | Non décerné                        | Non décerné     |
| 2019   | Non décerné      | Non décerné                    | Non décerné           | Non décerné                        | Non décerné     |
| 2020   |                  |                                |                       | Non décerné                        |                 |

### Europe (Catégorie de Titan)
| Saison | Pilote Champion | Pilote Champion | Pilote Champion | Écurie champion |
| Saison | Nom(s)          | Écurie          | Voiture         | Écurie champion |
| ------ | --------------- | --------------- | --------------- | --------------- |
| 2019   |                 |                 | Pantera RX6     |                 |

### Europe (Catégorie de Supercar)
| Saison | Pilote Champion | Pilote Champion | Pilote Champion | Écurie champion |
| Saison | Nom(s)          | Écurie          | Voiture         | Écurie champion |
| ------ | --------------- | --------------- | --------------- | --------------- |
| 2019   |                 |                 |                 |                 |

### Coupe du monde (Catégorie de Titan)
| Saison | Pilote Champion | Pilote Champion | Pilote Champion | Écurie champion |
| Saison | Nom(s)          | Écurie          | Voiture         | Écurie champion |
| ------ | --------------- | --------------- | --------------- | --------------- |
| 2020   |                 |                 | Pantera RX6     |                 |

### Coupe du monde (Catégorie de Supercar)
| Saison | Pilote Champion | Pilote Champion | Pilote Champion | Écurie champion |
| Saison | Nom(s)          | Écurie          | Voiture         | Écurie champion |
| ------ | --------------- | --------------- | --------------- | --------------- |
| 2020   |                 |                 |                 |                 |